# Datapoint 3300
A DataPoint 3300 volt a Computer Terminal Corporation (későbbi nevén Datapoint Corporation) társaság által gyártott első számítógép-terminál. 1967-ben jelentették be és 1969-ben kezdték szállítani. Mivel ez a terminál a teleprintereket, például a Teletype Corporation által gyártott berendezéseket volt hivatott felváltani, ez volt a valaha gyártott legelső üveges TTY (az üveg a képernyőre vonatkozik, a TTY a „Teletype” rövidítése).
Saját márkanevén kívül DEC VT06 és HP 2600A néven is forgalmazták (ez utóbbi 1972-ben volt bemutatva).

## Részletek
A Datapoint 3300 Teletype Model 33 készülékét emulálta, de sokkal tovább ment annál, mint amit a Teletype képes volt elérni a papír kimenetén. Ez az eszköz vezérlőjeleket is támogatott, a kurzor föl, le, balra és jobbra mozgatásához, a képernyő bal felső sarkába vagy a legalsó sorra való pozicionálásához. A 3300 le tudta törölni az aktuális sort, vagy képes volt törölni a képernyő végéig (utolsó pozíciójáig).
Mindazonáltal nem támogatta a kurzor közvetlen pozicionálását. 25 sorban 72 pozíción volt képes nagybetűs karakterek megjelenítésére, még azelőtt, hogy a 80 × 24 karakteres elrendezés elterjedt volna a következő években.

## Hardver
Ellentétben a későbbi terminálokkal, mint például a VT100, a Datapoint 3300 nem tartalmazott mikroprocesszort, hanem ehelyett TTL logikával megvalósított kisméretű integrált áramkörökkel épült föl.
Bevezetésének idején a RAM memóriák igen drágák voltak (az Intel csak 1970-ben kezdi gyártani az 1103-ast, az első DRAM félvezetős memóriacsipet, amely megfizethetővé tette a RAM memóriákat). Emiatt a terminál a 25 soros 72 oszlopos megjelenítő területét ötvennégy 200 bites shift regiszterben tárolta, amelyek hat kilenc-csomagos sávban voltak elrendezve, ami összesen 1800 hatbites karakter megjelenítését tette lehetővé. A léptetőregiszteres kialakítás azzal is járt, hogy a terminálképernyő görgetése egyszerűen elérhető volt a kijelzőkimenet várakoztatásával, egy sornyi karakter megjelenítésének megfelelő ideig.

## Fordítás
Ez a szócikk részben vagy egészben  a   Datapoint 3300 című angol Wikipédia-szócikk ezen változatának fordításán alapul.  Az eredeti cikk szerkesztőit annak laptörténete sorolja fel. Ez a jelzés csupán a megfogalmazás eredetét és a szerzői jogokat jelzi, nem szolgál a cikkben szereplő információk forrásmegjelöléseként.